# أحادية العائل
أحادية العائل أو وحيدات النسل (الاسم العلمي: Monogenea)، هي مجموعة من الديدان المسطحة خارجية التطفل التي توجد عادًة على الجلد أو الخياشيم أو زعانف الأسماك. وهي تقضي حياتها في عائل واحد. البالغون خُنث، وهذا يعني أن لديهم كل من الهياكل التناسلية للذكور والإناث.